# Temporada da NBA de 1985–86
A Temporada da NBA de 1985–86 foi a 40.º temporada da National Basketball Association. O campeão foi o Boston Celtics.